# 703-тя окрема бригада підтримки (Україна)
703-тя окрема бригада підтримки (703 ОБрП, в/ч А3817) — військове з'єднання інженерних військ Сухопутних військ України. З'єднання пройшло кілька переформувань після перейменування з 50-го інженерно-саперного полку у 1994 році.

## Історія
1994 року 50-й інженерно-саперний полк був переформований на 10-ту інженерно-саперну бригаду.
Відповідно до Директиви Міністра оборони України від 24.02.2002 № Д-115/1/05 та Директиви Командувача військами Західного оперативного командування № 15/1/075 від 12.04.2002, до 30 жовтня 2003 року 10-та інженерно-саперна бригада реформується в 703-й інженерний полк.
У незалежній Україні військовослужбовці частини стали важливою складовою ЗСУ. Вони не тільки брали участь у численних миротворчих операціях за кордоном, але й щорічно допомагають боротися з наслідками зимової і не тільки стихії у Львівській та сусідніх областях.
2008 року частина повністю перейшла на службу за контрактом.

### Війна на сході України

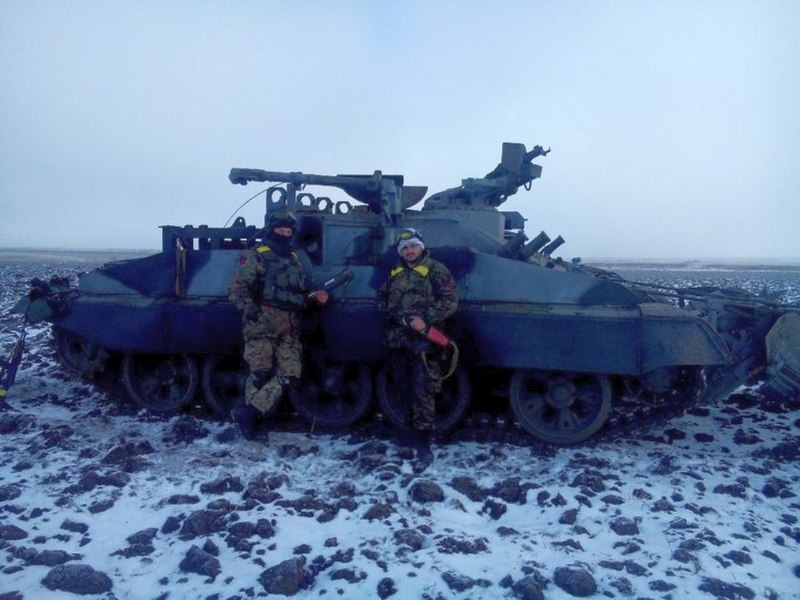
Вояки полку у зоні бойових дій.

26 жовтня 2014 року під час супроводу автомобільної техніки, котра доставила на 32-й блокпост продукти харчування й питну воду, БМР-2 полку підірвалася на фугасі, мехвод Олександр Дикий був контужений, проте 53-річний прапорщик Іван Грех врятував побратима, і за допомогою сил Національної гвардії евакуював його до 31-го блокпосту.
20 січня 2015 року БМР-2 полку з командиром Богданом Бавдисом і мехводом Олександром Боролісом супроводжувала колону 93-ї механізованої бригади поблизу ДАП. Неподалік Спартака бойова машина наїхала на фугас, який здетонував, після чого проросійські формування почали обстріл машини. Бронетехніка 93-ї бригади прикрила вогнем відхід екіпажу БМР-2.
У 2015 році зведений загін 703-го інженерного полку впродовж двох місяців виконував завдання у зоні АТО на Донбасі, працюючи над інженерним забезпеченням автомобільних доріг, ліній електропередач, залізничної колії, позицій військ АТО, а також боровся із мінно-вибуховими пристроями та загородженнями супротивника.
Під час спроби визволити Логвинове у лютому 2015 року під час боїв за Дебальцеве підрозділ полку відбивав контратаки об'єднаних російсько-колабораціоністських сил. У боях брали участь старший сержант Іван Коваль і солдат Леонід Павлов.
Після 2015 року полк було перейменовано на 703-й окремий полк оперативного забезпечення.

### Російське вторгнення 2022 року
Після 2024 року полк було розширено до рівня бригади.

## Структура

### 2014
- інженерно-саперний батальйон[10]
- понтонно-мостовий батальйон
- інженерно-дорожній батальйон
- батальйон РХБ захисту
- окремі роти

## Командування
- 2004—12.2011:[уточнити] полковник Слесарчук Анатолій Федорович[1]
- 12.2011—09.2018: полковник Корольов Олександр Олександрович[уточнити]

## Втрати
За даними Книги пам'яті станом на листопад 2017 року, 703-й полк втратив 14 чоловік загиблими.